# زرجوب
رودخانه زرجوب یکی از دو رود شهر رودگذر رشت است. از کوه‌های کم ارتفاع هزار مرز، نیزه سر، جوکلبندان و کچا از حدود ۲۵ کیلومتری جنوب شهر رشت سرچشمه می‌گیرد، پس از عبور از منطقه «بهدان» و «چوماچا» و پیوستن به رودخانه گوهررود رودخانه پیربازار رود را تشکیل می‌دهد به بخش شرقی تالاب انزلی وارد می‌شود. این رودخانه با متوسط حجم سالانه ۱۷۳/۴ میلیون متر مکعب یکی از منابع اصلی و مهم تأمین آب تالاب انزلی به شمار میرود 

## آلودگی
در گذشته این رودخانه از مکان‌های دیدنی رشت به‌شمار می‌آمد و کنار زرجوب (سیاهرود) دو چشمه وجود داشت که آب آشامیدنی ساکنانش را تأمین می‌کرد؛ و در آن ماهیگیری نیز می‌شد. اما امروزه این رود با ورود فاضلاب موجب آلودگی و انتقال این آلودگی‌ها به تالاب انزلی و ایجاد چهره ناخوشایند شهری می‌شود.
رودخانه‌های گوهررود و زرجوب رشت به کانال انتقال فاضلاب تبدیل شده‌اند که از این فاضلاب خالص در کشاورزی استفاده می‌شود و این استان از استان‌های پرخطر در آلودگی آب است.

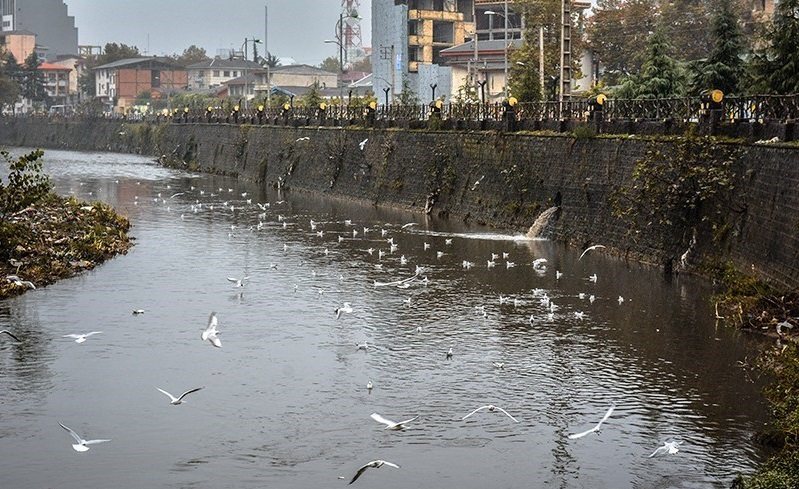
نمایی از رودخانه زرجوب رشت در پاییز ۱۳۹۵، ورود مسقیم فاضلاب از دیواره رودخانه، پرواز پرندگان مهاجر بر پهنه آبی رودخانه

## عامل افزایش سرطان
وزارت نیرو و شرکت آب و فاضلاب گیلان به عنوان متولی اصلی و قانونی جمع‌آوری و تصفیه فاضلاب علی‌رغم دریافت وجه در قبوض ماهانه بابت فاضلاب تنها فاضلاب شهرها به رودخانه‌ها، دریای کاسپین و تالاب انزلی هدایت می‌کنند. آلودگی این رودخانه‌های رشت یکی از عوامل اصلی کسب رتبه نخست ابتلا به سرطان استان گیلان در ایران است.

## احیا و نجات
شرکت آب و فاضلاب گیلان در بخش پساب‌های ورودی، شرکت سهامی آب منطقه‌ای گیلان در بخش تملکت زمین‌های حریم رودخانه و شهرداری رشت در بخش زیباسازی از دستگاه‌های اجرایی اصلی در پاکسازی این رودخانه‌ها هستند. پس از انجام مطالعات پاکسازی باید تأیید مصوبه ۲۱۵ را از مجلس بگیرد و پس از آن به تأیید دولت یعنی شورای عالی اقتصاد برسد و مجوز فاینانس را از این شورا دریافت کند مانند به صورت ای پی سی اف انجام شود؛ که تاکنون از سوی مسئولین استان گیلان و نمایندگان اقدامی در رابطه صورت نگرفته‌است.
احداث سیستم تصفیه خانه فاضلاب صنعتی شهر رشت، ساماندهی جایگاه دفن زباله و کنترل شیرابه‌های زباله سراوان را از راه‌های حل بحران و رفع آلودگی این رودخانه اجرای طرح ساماندهی فاضلاب شهر رشت از راه‌های جلوگیری ورود آلودگی‌ها و افزایش آلاینده‌های این رودخانه‌ها است.
از بیمارستان‌های موجود در رشت فقط یک بیمارستان مجهز به سیستم تصفیه خانه است و فاضلاب بقیه بیمارستان‌ها مستقیم به رودخانه هدایت می‌شوند.
بهترین و ایده‌آل‌ترین حالت این است که تأسیس شبکه فاضلاب شهری به اتمام برسد باید هر بیمارستان تصفیه‌خانه مجزا داشته، شهرک صنعتی نیز هم مجهز به تصفیه خانه باشد و شیرابه‌ها نیز پس از تصفیه شدن و رسیدن به حد استاندارد به رودخانه تخلیه شوند.

### اقدامات

#### پروژه بانک جهانی
وزارت نیرو و شرکت آب و فاضلاب شهری گیلان به عنوان متولی و دستگاه مسئول اصلی جمع‌آوری فاضلاب شهری رشت در خرداد ماه ۱۳۹۱ اعلام کرد پس از دریافت صدها میلیون دلار پروژه بانک جهانی برای جمع‌آوری فاضلاب رشت فقط حدود یک سوم آن اجراشده و تنها ۱۰ درصد از کل پروژه در خط بهره‌برداری قرار دارد. این پروژه پس از ۵ سال با عدم مدیریت با ۱۰ درصد پیشرفت نیمه کاره رها شد تا همچنان فاضلاب رشت به رودخانه‌های این شهر سرازیر شود.

#### اقدامات جاری
مدیرعامل جدید شرکت آب و فاضلاب گیلان در مرداد ۱۳۹۳ اعلام کرد برای نجات و حفظ رودخانه‌های رشت باید فاضلاب شهر دارای شبکه بهداشتی و تصفیه خانه فاضلاب شود. شبکه فاضلاب رشت به چهار منطقه تقسیم شده که منطقه اول با ایستگاه پمپاژ PSW، در ماه‌های آتی ۲۰ درصد فاضلاب شهر را به تصفیه خانه فخب انتقال می‌دهد و برای انتقال ۸۰ درصد باقی‌مانده نیاز به اعتباری در حدود ۲۰۰ میلیارد تومان است.
با توجه به این که در حال حاضر از اعتبارات ملی و استانی برای پروژه فاضلاب رشت استفاده می‌شود برای اتمام سریعتر این شبکه و تصفیه خانه فاضلاب نیاز به منابع مالی دیگری است شرکت آبفا گیلان وعده استفاده از منابع جدید مالی از جمله بانک توسعه اسلامی و استقراض بانک ملی برای تکمیل این پروژه را داده است.
استاندار گیلان در مرداد ۱۳۹۳ لایروبی کامل رودخانه‌های زرجوب و گوهررود رشت را نیازمند اعتبارات کلان دانست و وعده داد تا با رایزنی در دولت اعتبارات ملی را برای پاکسازی این رودخانه‌ها جذب کند.
در مرداد ۱۳۹۳ رئیس شوارای شهر رشت نیز با توجه به وضع بحرانی این رودخانه‌ها خواستار رفع چالش‌های محله دفن زباله سراوان و لایروبی رودخانه‌های رشت با تعامل همه‌جانبه شد؛ و از هیئت دولت خواست در مسائل زیست‌محیطی به مانند معضل خشکی دریاچه ارومیه اقداماتی برای احیای رودخانه‌های رشت نیز انجام دهد. معضل دو رودخانه رشت در اجلاس ۴۷ رؤسای کلانشهرهای کشور در حضور هیئت دولت و رئیس سازمان حفاظت از محیط زیست مطرح می‌شود.
در مرداد ۱۳۹۳ طرح ملی ساماندهی دو رودخانه زرجوب و گوهررود توسط شورای چهارم شهر رشت را به کمسیون خاص امور کلانشهرهای هیئت دولت ارسال شده و در انتظار تصمیمات دولت است.
در آذر ۱۳۹۳ مهدوی فرماندار رشت وعده داد با توجه به مذاکرات با معاون برنامه‌ریزی و نظارت راهبردی رئیس‌جمهوری و سه تن از معاونان وزارت نیرو در تهران که در آن نمایندگان مردم رشت در مجلس شورای اسلامی نیز حضور داشتند مقرر شد تا منابع مورد نیاز برای رفع این چالش بزرگ رشت در سریع‌ترین زمان ممکن تخصیص یابد و در اولویت وزارت نیرو است.
با سفر حسن روحانی در فرودین ۱۳۹۴ به رشت و تخصیص ۵۰ میلیارد تومان برای شروع احیا رودخانه‌های رشت علاوه بر اعتبارات ملی و استانی، مدیرعامل شرکت آب و فاضلاب شهری گیلان در اردیبهشت ۱۳۹۴ وعده داد در حاشیه رودخانه‌های رشت ۱۰ تصفیه‌خانه لوکال احداث شود و هر سال دو تصفیه‌خانه برای دو رودخانه شهر رشت به بهره‌برداری برسد و تا سال ۱۳۹۷ فاضلاب شهری به رودخانه‌های رشت وارد نخواهد شد.